# Crespina
Crespina (AFI: /ˈkrespina/) è un centro abitato che costituisce il capoluogo del comune sparso di Crespina Lorenzana, nella provincia di Pisa, in Toscana.
Fino al 2013 costituì comune autonomo, composto anche dalle frazioni di Cenaia e Tripalle. Dal 1º gennaio 2014 si è fuso con Lorenzana per formare il nuovo comune di Crespina Lorenzana.

## Origini del nome
Il toponimo è attestato per la prima volta nel 983 come Crispina ed è probabilmente di origine etrusca, come lascia supporre il suffisso -ina e deriva probabilmente da un nome di persona *Crēspina in relazione con l'etrusco Crespini, Crespnie e col latino Crispinius.
Con ogni evidenza paretimologica è la derivazione da in acri spinario, ‘in una zona piena di spine’, che sarebbe sostenuta dalla presenza di toponimi simili come Crespignano e Crespino.

## Storia
Le prime notizie relative a Crespina si attestano in data 16 agosto 983 e fanno riferimento al Vescovo di Lucca, che si trovava nel castello di Santa Maria a Monte (parte III del volume V delle Memorie lucchesi).
Nel 1115 il centro passò sotto la dominazione lucchese per essere occupato dai Pisani nel 1165 e ritornare dieci anni dopo sotto la sovranità lucchese. Nel XIII secolo risulta definitivamente sotto il dominio pisano essendo inserito nel Capitanato delle Colline inferiori. Nelle varie scorrerie fiorentine, nel 1332 fu abbattuta la rocca, finché nel 1405 il castello, dopo lungo assedio fu conquistato dalle truppe fiorentine. Nel 1431, a seguito di violenta ribellione, il castello fu definitivamente smantellato da Firenze che, nel frattempo, aveva eletto Crespina a podesteria dipendente dal vicariato di Lari.
Di Crespina scrive Emanuele Repetti: «Contrada, dove fu una rocca sopra un torrente dello stesso nome che pure lo diede alla sottoposta vallecola, chiamata talora Val di Crespina, più spesso Val Triana, con due chiese parrocchiali (S. Michele e S. Lucia); l'ultima delle quali sino dal 1413 fu riunita alla prima, eretta in prepositura nel 1744, state entrambe suffraganee della distrutta pieve di Triano, nella Comunità a 3 miglia toscane a levante di Fauglia, Giurisdizione di Livorno, Diocesi di Sanminiato, già di Lucca, Compartimento di Pisa. Risiede sopra vaga ed aperta collina che domina verso settentrione la Valle dell'Arno pisano, a ponente e libeccio il littorale e la città di Livorno: talché può dirsi questa la parte più deliziosa delle Colline pisane, mentre nel distretto di Crespina sono comprese molte ville signorili sotto i nomi Vallisonzi, Belvedere, S. Lucia, Cenaja, Borgo, Filichetto, Piazza, il Poggio, Bizzucchello, Guardia vecchia, Guardia nuova, Fungiaja, Leccia, Carpineto e Volpaia.»
La campagna circostante già alla fine del XVII secolo divenne meta di villeggiatura delle famiglie nobili e facoltose di Livorno e di Pisa; e nel XIX secolo raggiunse il suo splendore con la costruzione di numerose ville, fattorie e casini di caccia. Fu patria e sede di importanti pittori quali di fratelli Tempesti, di cui Ranieri Tempesti, ecclesiastico e rettore della chiesa di Belvedere dal 1780, eseguì pregevoli affreschi nella canonica adiacente alla Villa di Belvedere ove morì nel 1819. Il più famoso fratello Giovan Battista affrescò nella zona la villa di Belvedere, la chiesa, l'oratorio della villa "il Poggio" della famiglia Leoni, la villa Ott in frazione Tripalle ed altre vicine. Ma le maggiori presenze per numero e valore artistico si ebbero nella seconda metà dell'Ottocento. Molti di essi provenivano dalle famiglie proprietarie della zona come i Tommasi (Adolfo Tommasi, Angiolo Tommasi e Lodovico Tommasi) che ebbero una villa di famiglia (villa il Gelsomino) presso la chiesa nuova fino al 1904, la villa "La Favorita" a Bugallo di Augusto Rey fino al 1898, la villa Kienerk, mentre la campagna circostante ospitava le ville Gioli (Poggio alla Farnia presso Fauglia) e d'Acchiardi (verso Valtriano). Queste residenze divennero luogo di ritrovo di altri artisti meno facoltosi ma ospiti in vari periodi dell'anno come Giovanni Fattori, Silvestro Lega, Telemaco Signorini e molti altri macchiaioli come Cannicci e Cecconi.
A Crespina è nato, nel 1911, il pittore e scultore Anchise Picchi, al quale è stata recentemente intitolata una strada, amico di Luigi Gioli.
Dal 1º gennaio 2014 Crespina ospita la sede comunale del nuovo comune di Crespina Lorenzana.

### Simboli
Lo stemma del Comune di Crespina era stato concesso con il regio decreto del 21 maggio 1903.
Il gonfalone era un drappo partito di azzurro e di verde.

## Monumenti e luoghi d'interesse

### Architetture religiose
- Chiesa di San Michele
- Oratorio di San Francesco
- Oratorio di San Rocco
- Oratorio di Santa Maria e San Ranieri presso Villa Belvedere

### Architetture civili

La chiesina annessa a Villa Valdisonsi

- Villa del Carretta
- Villa Corsini Valdisonsi
- Villa San Giorgio (Villa Regnoli)
- Villa Ciuti
- Villa il Casermone
- Villa il Poggio
- Villa Ott

## Società

Territorio dell'ex comune di Crespina all'interno della provincia di Pisa.

### Evoluzione demografica
Sono qui riportati gli abitanti del comune autonomo di Crespina dal 1861 al 2011, che comprendeva oltre alla frazione capoluogo anche quelle di Cenaia e Tripalle.
Abitanti censiti; per gli ultimi censimenti si evidenzia in blu la popolazione residente nel centro abitato di Crespina, in verde quella residente nei vecchi confini comunali.

## Amministrazione
Di seguito è presentata una tabella relativa alle amministrazioni che si sono succedute in questo comune.
| Periodo          | Periodo          | Primo cittadino | Partito                                                        | Carica  | Note   |
| ---------------- | ---------------- | --------------- | -------------------------------------------------------------- | ------- | ------ |
| 8 luglio 1985    | 9 giugno 1990    | Paolo Soldaini  | Partito Comunista Italiano                                     | Sindaco | [ 12 ] |
| 9 giugno 1990    | 25 febbraio 1992 | Paolo Soldaini  | Partito Democratico della Sinistra, Partito Comunista Italiano | Sindaco | [ 12 ] |
| 25 febbraio 1992 | 12 agosto 1993   | Stefano Sartini | Partito Socialista Italiano                                    | Sindaco | [ 12 ] |
| 22 novembre 1993 | 17 novembre 1997 | Bruno Barsacchi | Democrazia Cristiana                                           | Sindaco | [ 12 ] |
| 17 novembre 1997 | 28 maggio 2002   | Bruno Barsacchi | L'Ulivo                                                        | Sindaco | [ 12 ] |
| 28 maggio 2002   | 29 maggio 2007   | Umberto Carpi   | L'Ulivo                                                        | Sindaco | [ 12 ] |
| 29 maggio 2007   | 7 maggio 2012    | Thomas D'Addona | centro-sinistra                                                | Sindaco | [ 12 ] |
| 7 maggio 2012    | 31 dicembre 2013 | Thomas D'Addona | centro-sinistra: per Crespina                                  | Sindaco | [ 12 ] |

### Gemellaggi
- Staten Island